# Wilhelm Fabry

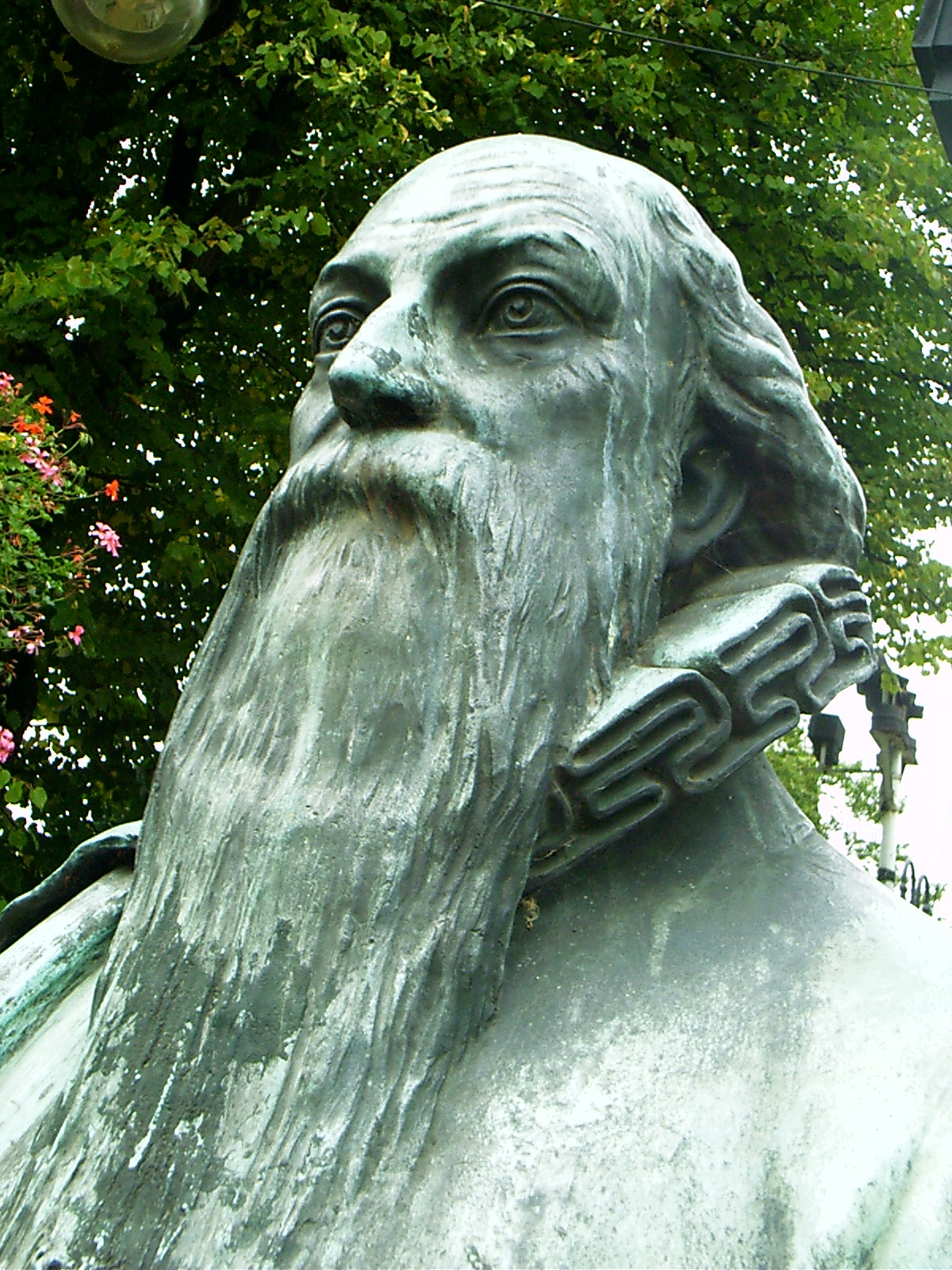
Bustul lui Fabry din Piaţa Hilden

Wilhelm Fabry (sau Guilelmus Fabricius Hildanus, Fabricius von Hilden) (n. 25 iunie 1560 - d. 15 februarie 1634) a fost chirurg german, considerat părintele chirurgiei germane și întemeietorul chirurgiei științifice.

## Biografie
S-a născut la Hilden. În 1576 își începe pregătirea în domeniul chirurgiei alături de Johannes Dümgens. În 1580 continuă pregătirea în acest domeniu sub conducerea lui Cosmas Slot (fost discipol al lui Andreas Vesalius). În 1585 se mută la Genova pentru a-și continua studiile.
Pe 30 iulie 1587 se căsătorește cu Marie Colinet.
În perioada 1602 - 1615, Fabry își exercită meseria de chirurg în orașele elvețiene Payerne și Lausanne, iar în perioada 1615 - 1634 la Berna. În 1618 devine medicul personal al contelui Georg Friedrich von Baden.

## Contribuții
Fabricius a perfecționat instrumentele chirurgicale, a realizat o serie de descoperiri anatomice și a fost autorul a peste 20 de cărți de specialitate. Cea mai importantă lucrare este Observationum et Curationum Chirurgicarum Centuriae, publicată postum, în 1641, în care Fabricius trece în revistă o sumedenie de cazuri medicale și indică amănunțit tratamentul lor chirurgical.
Și soția sa, Marie Colinet, a fost un mare chirurg al Elveției, specialistă în obstetrica chirurgicală, dezvoltând tehnica secțiunii cezariene (care nu mai fusese schimbată de pe timpul lui Iulius Cezar). Aceasta și-a ajutat soțul în practica chirurgicală și a introdus tehnica extracției magnetice a impurităților metalice pătrunse accidental în ochi.

## Recunoștință din partea posterității
- În orașul natal Hilden există o stradă, o școală care îi poartă numele. De asemenea singurul muzeu al orașului îi este dedicat.
- În Piața Veche („Alten Markt“) din centrul orașului este ridicată o statuie cu bustul său, (realizată de Arnold Künne).
- Și în Berna se află o stradă cu numele său.
- În orașul german Remscheid există Clinica Fabricius.